# Boris Balter
Pour les articles homonymes, voir Balter.
Œuvres principales
Adieu, les gosses !
Boris Issakovitch Balter (en russe : Борис Исаакович Балтер), né le 6 juillet 1919 à Samarkande et mort le 8 juin 1974 dans l'oblast de Moscou, est un écrivain, traducteur et scénariste soviétique. 

## Biographie
Après avoir effectué ses études secondaires à l'école d'Eupatoria, Balter intègre l'École militaire de Léningrad en 1936, puis celle de Kiev en 1938. Avec le grade d'officier, il participe aux opérations de la Guerre d'Hiver et de la Seconde Guerre mondiale et rejoint les rangs du PCUS en février 1942. Après avoir été brièvement élève de l'Académie militaire Frounze de Moscou en 1945-1946, il est réformé pour raisons de santé. Il étudie à partir de 1948 à l'Institut de littérature Maxime-Gorki, où il se lie d'amitié avec Constantin Paoustovski qui y organise les séminaires littéraires. Il obtient son diplômé en 1953 et dirige pendant plusieurs années la section littéraire de l'Institut de recherche sur la langue, la littérature et l'histoire khakasse (Khakass Research Institute of Language, Literature and History) à Abakan. Il traduit en russe des textes littéraires khakasses, notamment des contes populaires. Il traduit également de l'ouzbek et du tadjik. Sa carrière d'écrivain commence en 1952, quand l'almanach Vladimir publie sa nouvelle Les premiers jours (Первые дни). L’œuvre la plus connue de Balter est son récit des quelques jours de la vie de trois jeunes hommes la veille de la Seconde Guerre mondiale, initialement publié avec le titre Les trois d'une même ville (Трое из одного города) par l'almanach Tarusskie stranitsy en 1961,. Paru dans le journal Iounost en 1962 sous le titre Adieu, les gosses ! (titre emprunté à l'une des chansons de Boulat Okoudjava) le texte est réécrit pour le cinéma en 1964, donnant lieu à un film réalisé par Mikhaïl Kalik. En 1964 également, Balter en collaboration avec Vladimir Tokarev, en tire une pièce en deux actes qui sera montée dans plusieurs théâtres en URSS. Traduit en français, l'ouvrage paraît chez Gallimard en 1971.
Membre du Parti communiste de l'Union soviétique depuis 1942, Balter en sera exclu en 1968; pour avoir signé la pétition en faveur des dissidents Alexandre Ginsburg et Iouri Galanskov condamnés lors du procès des quatre (les dissidents Alekseï Dobrovolski, Youri Galanskov, Alexandre Guinzburg et Vera Lachkova),.
Il meurt le 8 juin 1974 d'un arrêt cardiaque dans le village de Vertochino, où il a vécu ses dernières années. Il est enterré au cimetière de Staraïa Rouza dans l'oblast de Moscou.
En 1989, le journal Iounost publie les premiers chapitres de son second livre Samarkande, qu'il n'aura finalement pas eu le temps d'achever.